# メチダチオン
メチダチオン（英: Methidathion）は 有機リン系殺虫剤の一種。DMTPとも略記される。

## 用途
スイスのチバガイギーが開発した農薬で、商品名は「スプラサイド」。野菜のアブラムシやコナジラミ、果樹・茶・花卉のカイガラムシに有効である。日本では1967年11月14日に農薬登録を受け、1999年には原体301トンが輸入されて単剤764トンが生産された。

## 安全性
日本の毒物及び劇物取締法上の劇物に該当する。人体に対しては、縮瞳や胸部圧迫感など有機リン化合物特有の中毒症状が生じる。一日許容摂取量(ADI)は、0.0015mg/kg/日。